# كلايف فرانسيس
كلايف فرانسيس (بالإنجليزية: Clive Francis)‏ هو كاريكاتيري وممثل بريطاني، ولد في 26 يونيو 1946 بإيستبورن في المملكة المتحدة.

## أعمال

### أفلام
- (1971) برتقالة آلية[4]
- (2014) السيد تيرنر[5][6]

## وصلات خارجية
- كلايف فرانسيس على موقع IMDb (الإنجليزية)
- كلايف فرانسيس على موقع ألو سيني (الفرنسية)
- كلايف فرانسيس على موقع أول موفي (الإنجليزية)
- كلايف فرانسيس على موقع قاعدة بيانات الأفلام السويدية (السويدية)
- كلايف فرانسيس على موقع قاعدة بيانات الفيلم (الإنجليزية)
- كلايف فرانسيس على موقع كينوبويسك (الروسية)